# Palmsche Apotheke

Aktuelles Logo der Palm’schen Apotheke

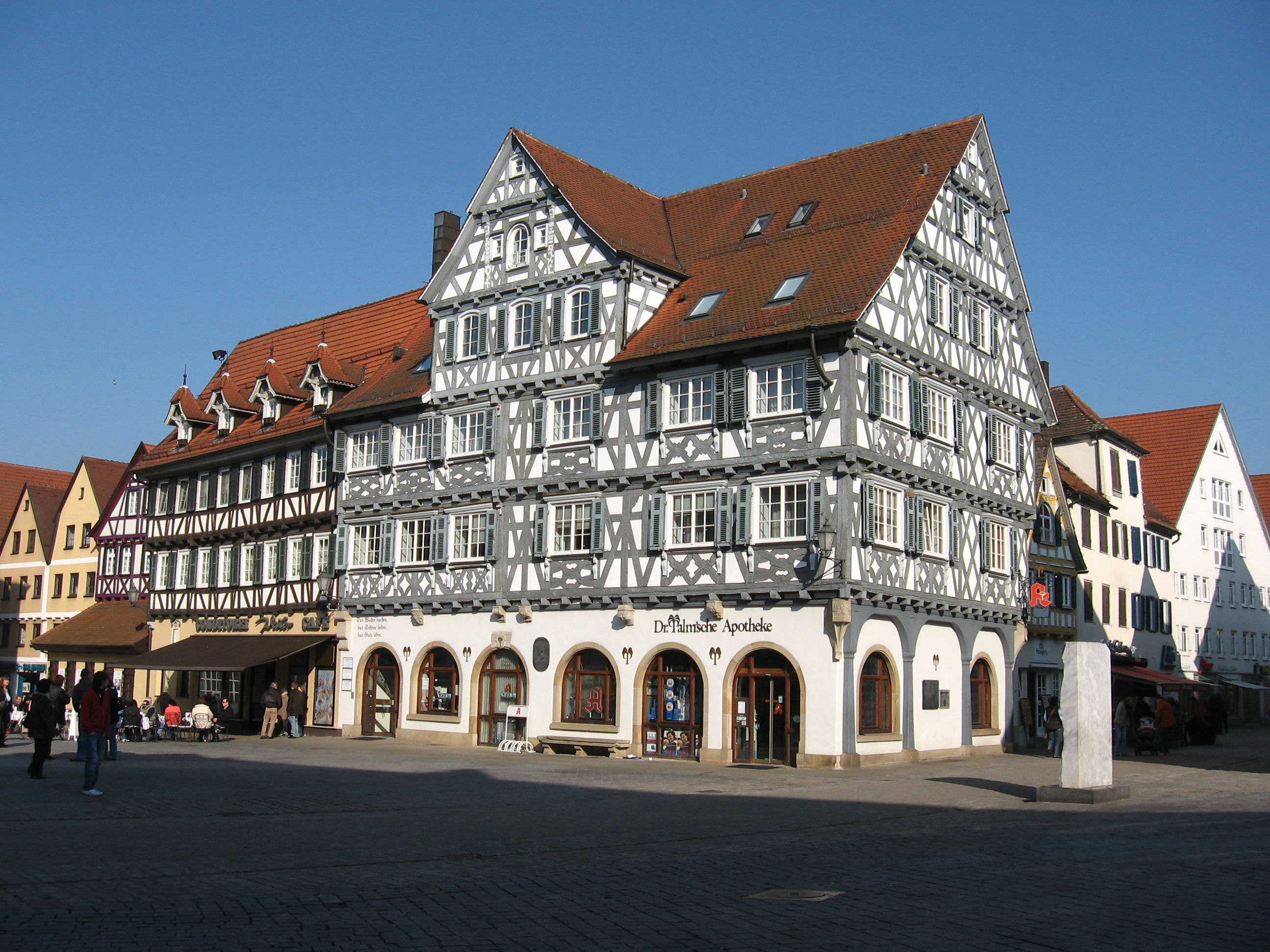
Palm’sche Apotheke (vorn) und Künkelinhaus am Marktplatz Schorndorf

Die Palm’sche Apotheke ist ein Fachwerkgebäude im rund 30 km östlich von Stuttgart liegenden Schorndorf und zählt zu den bekanntesten Fachwerkbauten in Süddeutschland.

## Lage
Das Gebäude liegt am historischen Marktplatz in Schorndorf, im Zentrum der Stadt, der ebenfalls als einer der schönsten Süddeutschlands gilt. Es begrenzt diesen an der östlichen Seite. Südlich direkt gegenüber liegt die Gauppsche Apotheke, nördlich das Rathaus. Das langjährige Wohnhaus der Barbara Künkelin schließt an der Nordseite an die Palm’sche Apotheke an. Hinter dem Apothekengebäude verläuft ein schmales Gässchen, das Apothekergässchen genannt wird.

## Geschichte

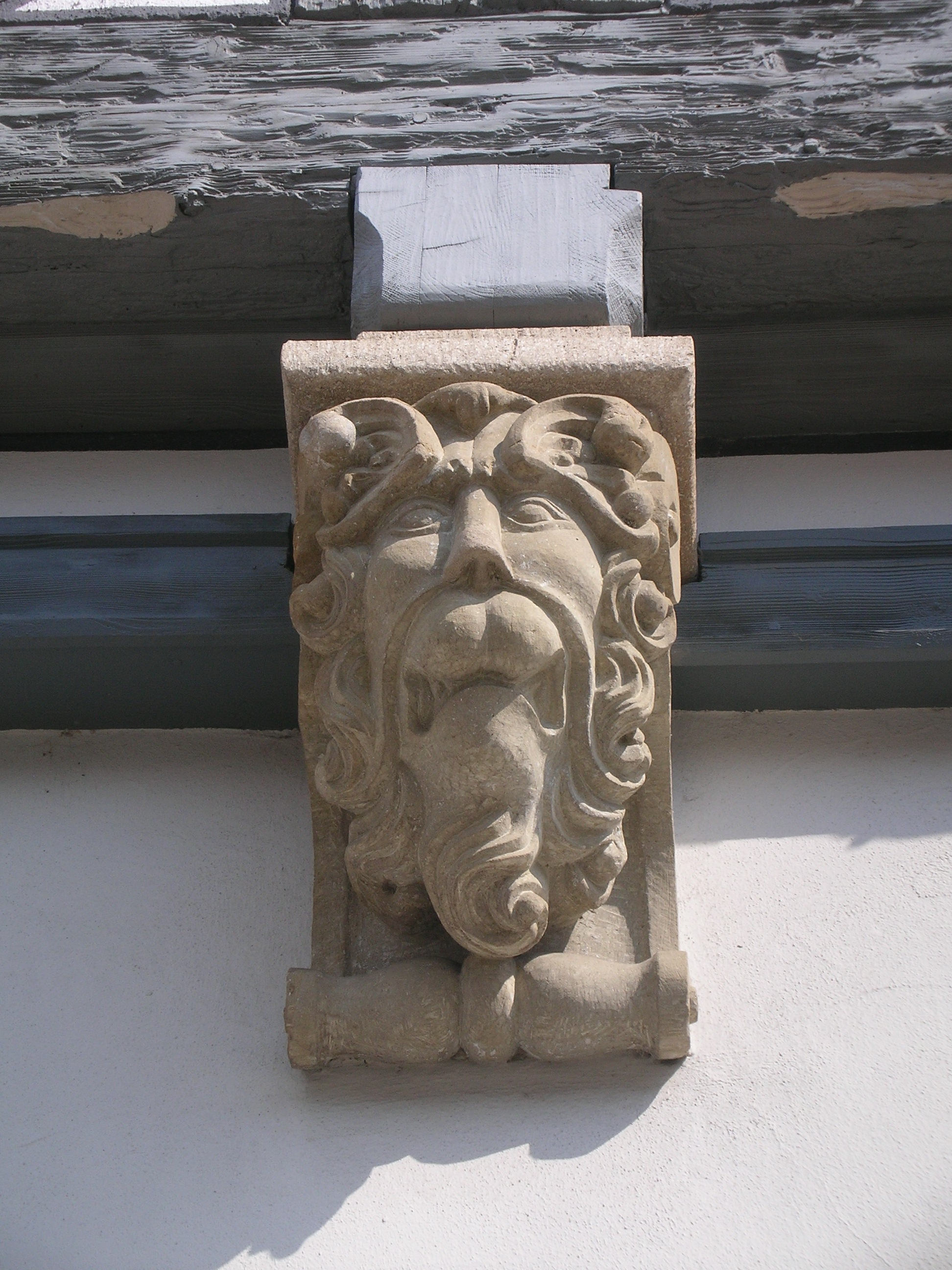
Neidkopf

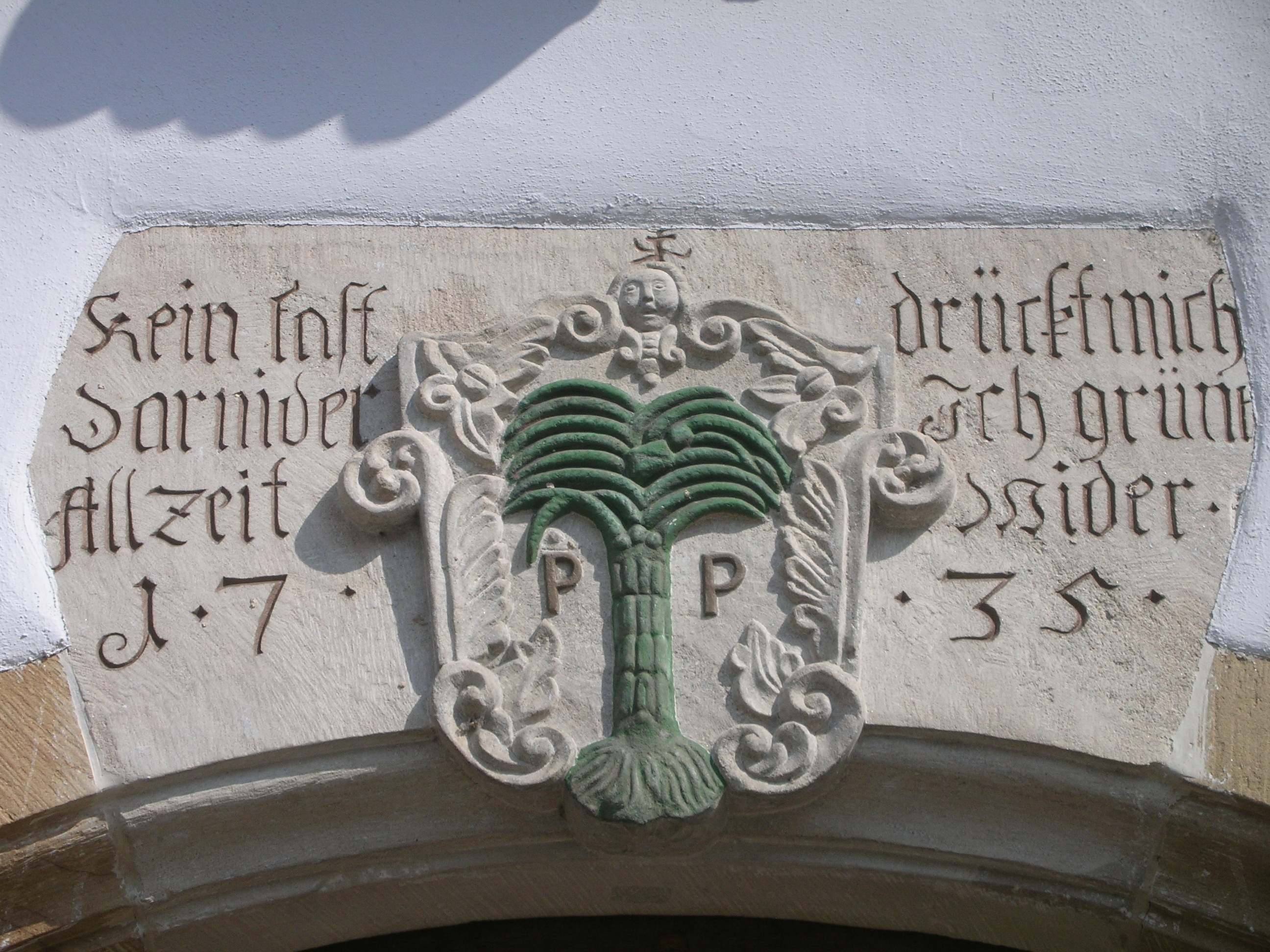
Detail

Die Palm’sche Apotheke wurde um 1660 aus Ruinen bzw. auf den Grundmauern der beiden Vorgängergebäude neu aufgebaut. Diese wurden im Zuge der Stadtbombardierung durch kaiserliche Truppen im Jahre 1634, während des Dreißigjährigen Kriegs, zerstört, wie übrigens der Großteil der Stadt bis auf einzelne Teile, so beispielsweise den Chor der Stadtkirche.
Der Apotheker Johann Philipp Palm kaufte 1644 zunächst nur eines der beiden Häuser, nämlich das rechte Eckhaus, später auch die „hintere Behausung“ sprich: das zweite Gebäude, das an das erste anschloss. Seit 1644 befindet sich in dem ersten Gebäude die Apotheke; nachdem Palm das zweite Haus kaufte, wurde sie erweitert und bestand also zunächst aus zwei Häusern. Der Wiederaufbau des Eckhauses wurde wahrscheinlich einige Jahre früher abgeschlossen als der des zweiten Gebäudes. Es gibt auch Meinungen, die davon ausgehen, das linke, hintere Gebäude sei älter. Die beiden Eckpfosten dieses Doppelhauses treffen sich über dem Haupteingang; 1696 wurden die Gebäude zu einem zusammengefasst, indem das übergreifende Zwerchhaus gebaut wurde.
Um das Jahr 1800 wurde das Apothekenhaus verputzt, wobei einige Details, z. B. Profile und Konsolen, verloren gingen. 1896 erfolgte eine ornamentale Bemalung der Fassade. 1931 wurde das Fachwerk dann wieder freigelegt, nachdem der Architekt und Heimatforscher Immanuel Carl Rösler das artifizielle Fachwerk unter dem Putz entdeckte.
In den Jahren 1976 bis 1979 wurde das Haus aufgrund einer neuen Apothekenbetriebsordnung und baulichen Fehleinschätzungen abgebrochen; hierbei wurden die Wände großflächig herausgeschnitten und sollten später dem Neubau wieder hinzugefügt bzw. vorgehängt werden. Am 13. September 1979 wurde das neue Apothekengebäude eröffnet. Die Fachwerkstruktur wurde beim Wiederaufbau restauriert und als Fassade verwendet. Im unteren Stockwerk befindet sich bis heute die Apotheke, in den oberen Stockwerken sind verschiedene Arztpraxen eingerichtet.

## Sonstiges

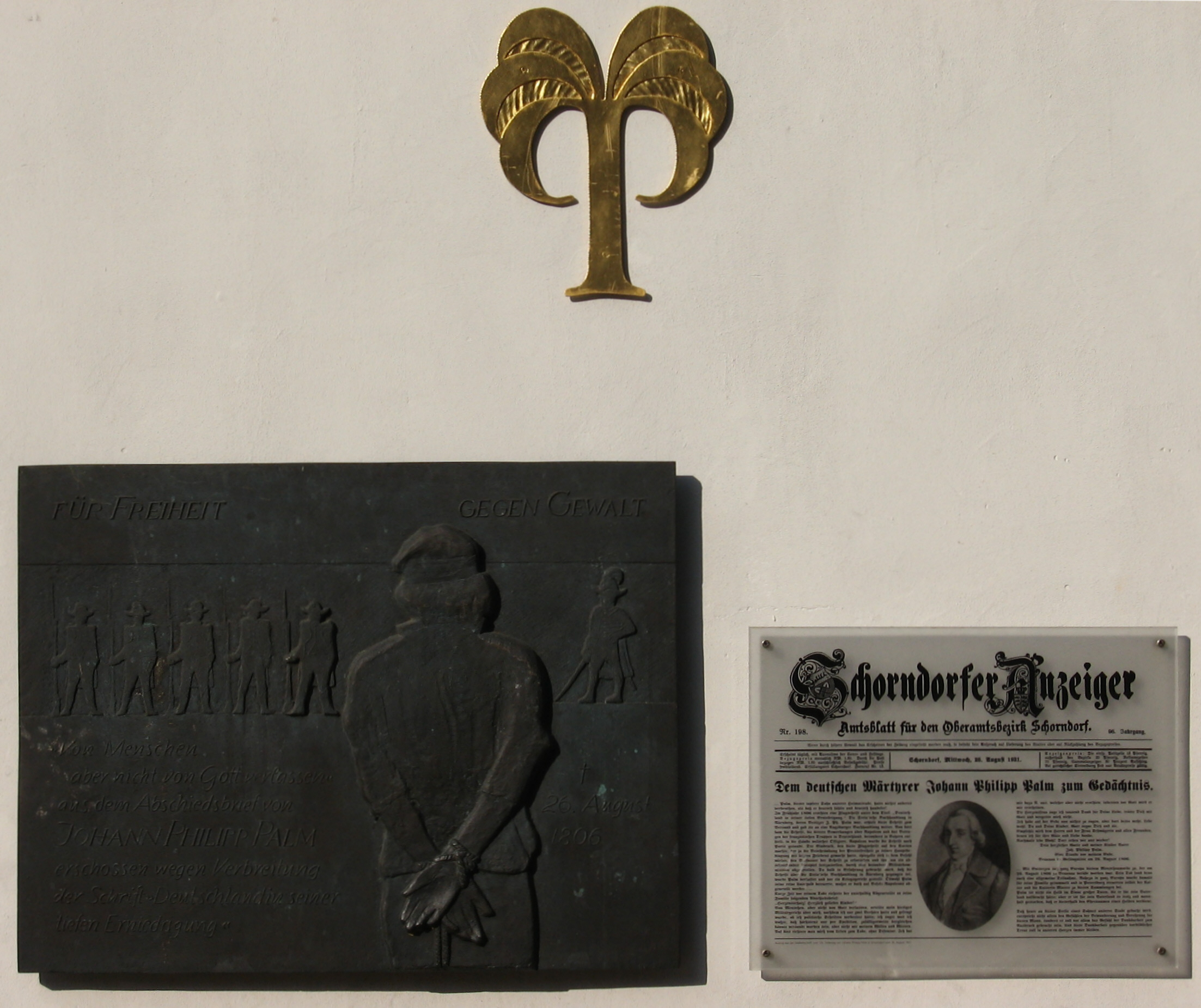
Gedenktafeln für Johann Philipp Palm an der Südfront

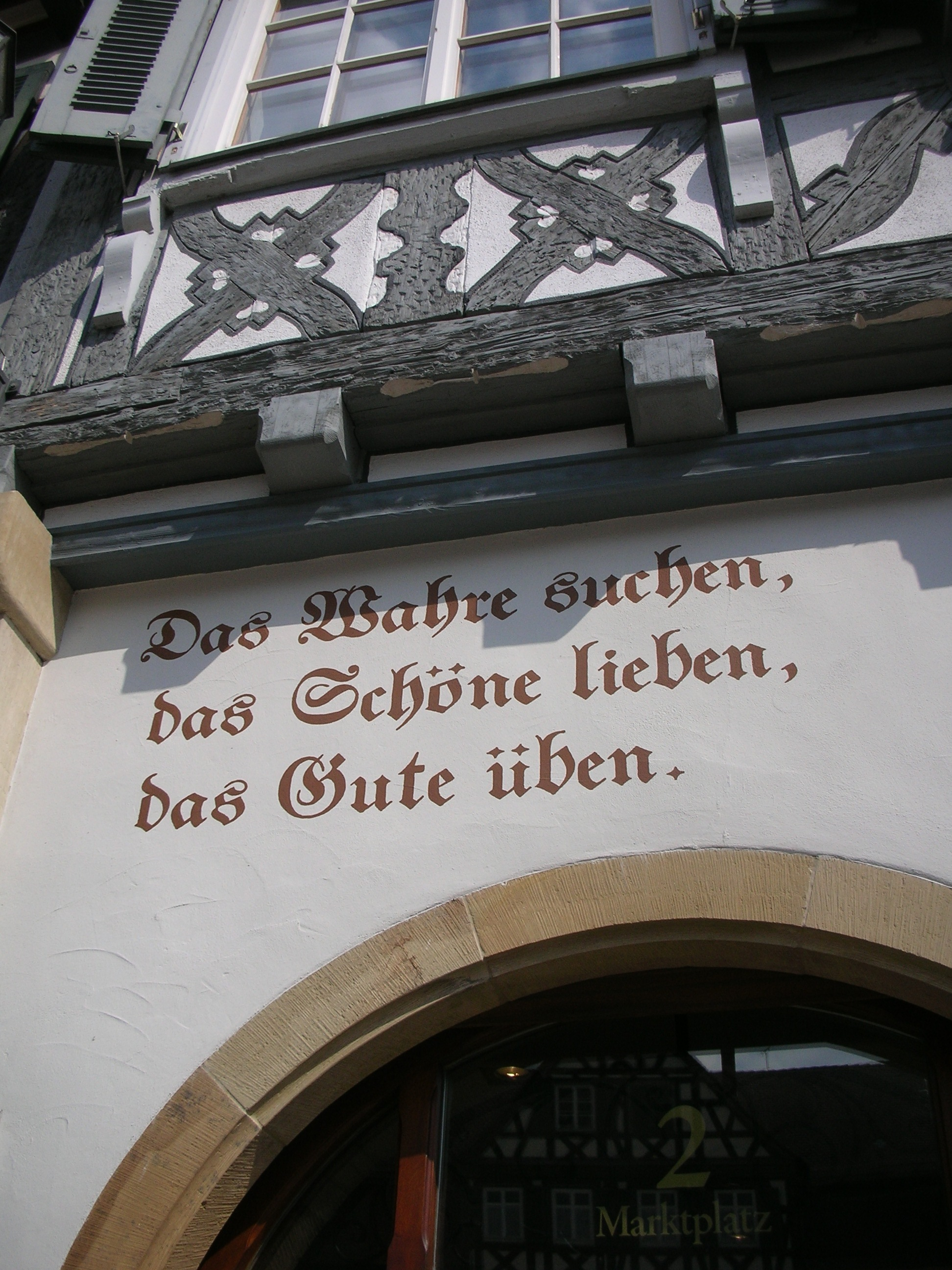
Spruch Geroks

An der West- und der Südseite befinden sich verschiedene Tafeln, die an den Buchhändler Johann Philipp Palm aus Nürnberg erinnern, der in Schorndorf geboren wurde. Er wurde 1806 auf Befehl Napoléons in Braunau am Inn erschossen, nachdem er ein antinapoleonisches Manifest verlegt hatte.
Am linken Rand der westlichen Seite, über dem Eingang der heute unter anderem zu den Arztpraxen führt, steht der Spruch:
„Das Wahre suchen,

Das Schöne lieben,

Das Gute üben.“
Dieser stammt von dem Lyriker und Theologen Karl von Gerok aus Vaihingen an der Enz.